# NGC 6880
NGC 6880 este o galaxie situată în constelația Păunul. A fost descoperită în 27 iunie 1835 de către John Herschel. Se află la o distanță de 55,32 de megaparseci de Pământ.